# 미국인 병사
미국인 병사(The American Soldier, Der Amerikanische Soldat)는 서독에서 제작된 라이너 베르너 파스빈더 감독의 1970년 영화이다. 하크 봄 등이 주연으로 출연하였다.

## 출연

### 주연
- 하크 봄

### 조연
- 마쿼드 봄
- 잉그리드 카벤
- 라이너 베르너 파스빈더
- 임 허만
- 울리 롬멜
- 쿠르트 랍
- Elga Sorbas
- 마가레테 폰 트로타

## 제작진
- 미술: 라이너 베르너 파스빈더
- 미술: 쿠르트 랍